# ラキム
ラキム（Rakim, 本名: ウイリアム・マイケル・グリフィンJr., 1968年1月28日 - ）は、アメリカ合衆国ニューヨーク州ワイアンダンチ出身のラッパー、ソングライターである。

## 経歴

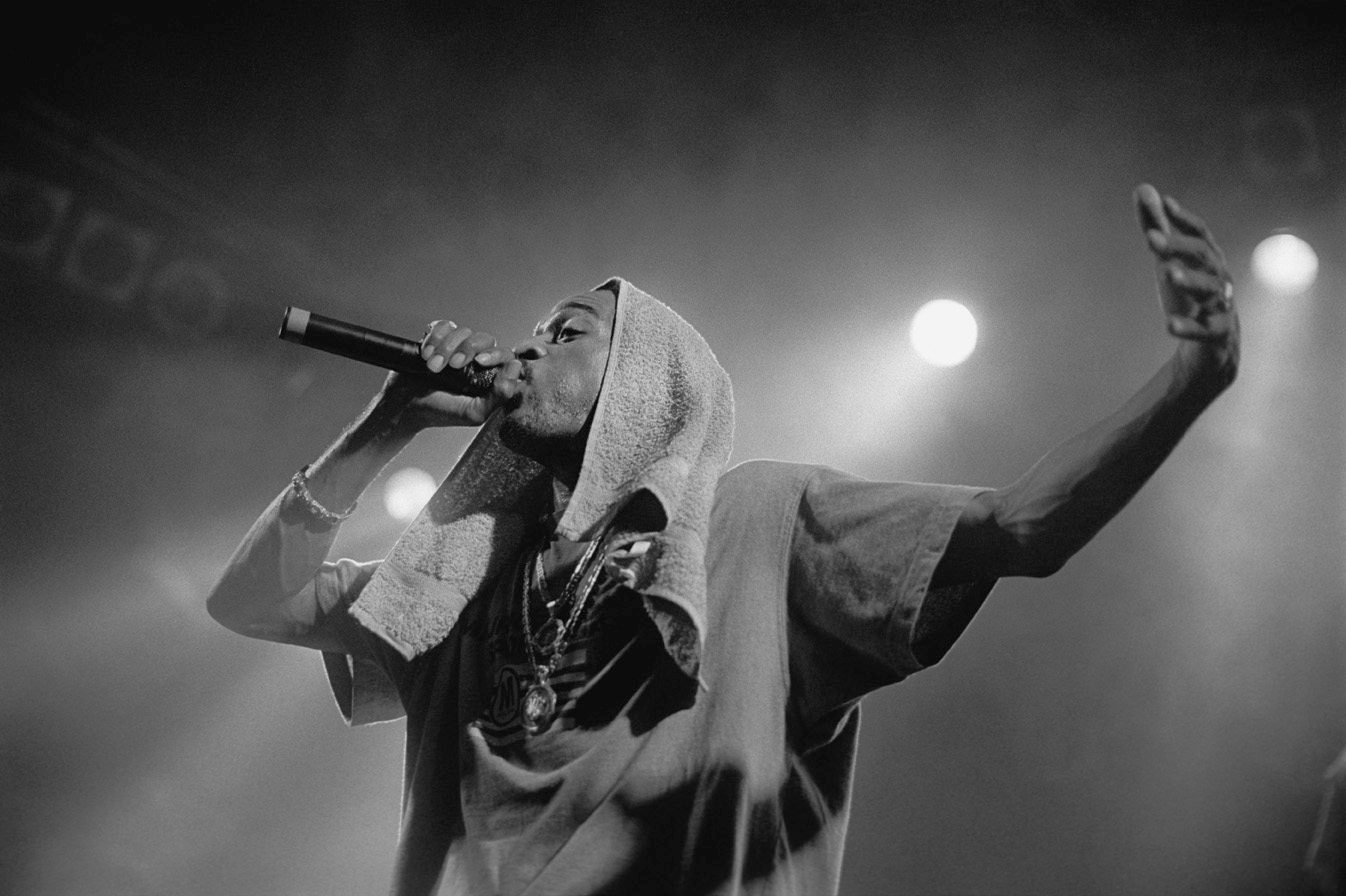
ライブでのRakim（1998年）

優れたリリックで知られており、ヒップホップの歴史上、特に影響力のあったラッパーの1人として挙げられることがある。
R&B歌手、ルース・ブラウンの甥であるラキムは、若い頃からニューヨークのヒップホップ界に関わることになった。1984年には、イスラム教団体「ネイション・オブ・ゴッズ・アンド・アースズ」に入会し、名をラキム・アラー（Rakim Allah）と改名した。
ラキムは、DJエリックBとエリックB&ラキムというデュオを結成し1987年にアルバム「ペイド・イン・フル」を発表した。ヒップホップ史の中で、ミドル・スクール終了後の登場し、ラッパーとして影響を与える存在となった。1988年には彼らは「フォロー・ザ・リーダー」アルバムを発表している。
1992年に発表された楽曲「ドント・スウェット・ザ・テクニック」は、R&Bチャートでヒットした。同曲はウッド・ベースを強調し、ジャズ・ラップ的要素を持った曲だった。
2000年代になってオールミュージックガイドに掲載されたスティーブ・ヒューイの記事によれば、「ラキムは最もグレイトなMCの一人であり、彼のライムの流れは滑らかで流暢、バックトラックの旋律と共に調子を変えていく、さらに落ち着き払った様子で、まるで汗もかかずにパフォーマンスをしているかのようだ」と記述している。デューク大学のマーク・アンソニー・ニールは、ラキムのライム/リリックに最大級の賛辞を与えている。ラキムのライムには、表面的な主題の先に、さらに深い比喩的な主張が込められていることもある。ラッパーとしてのラキムは、精神的教師のようだった。ただし、他のラッパーは、ボロボロの歯や顔色の悪さから、ラキムがドラッグをやっていたと指摘している。

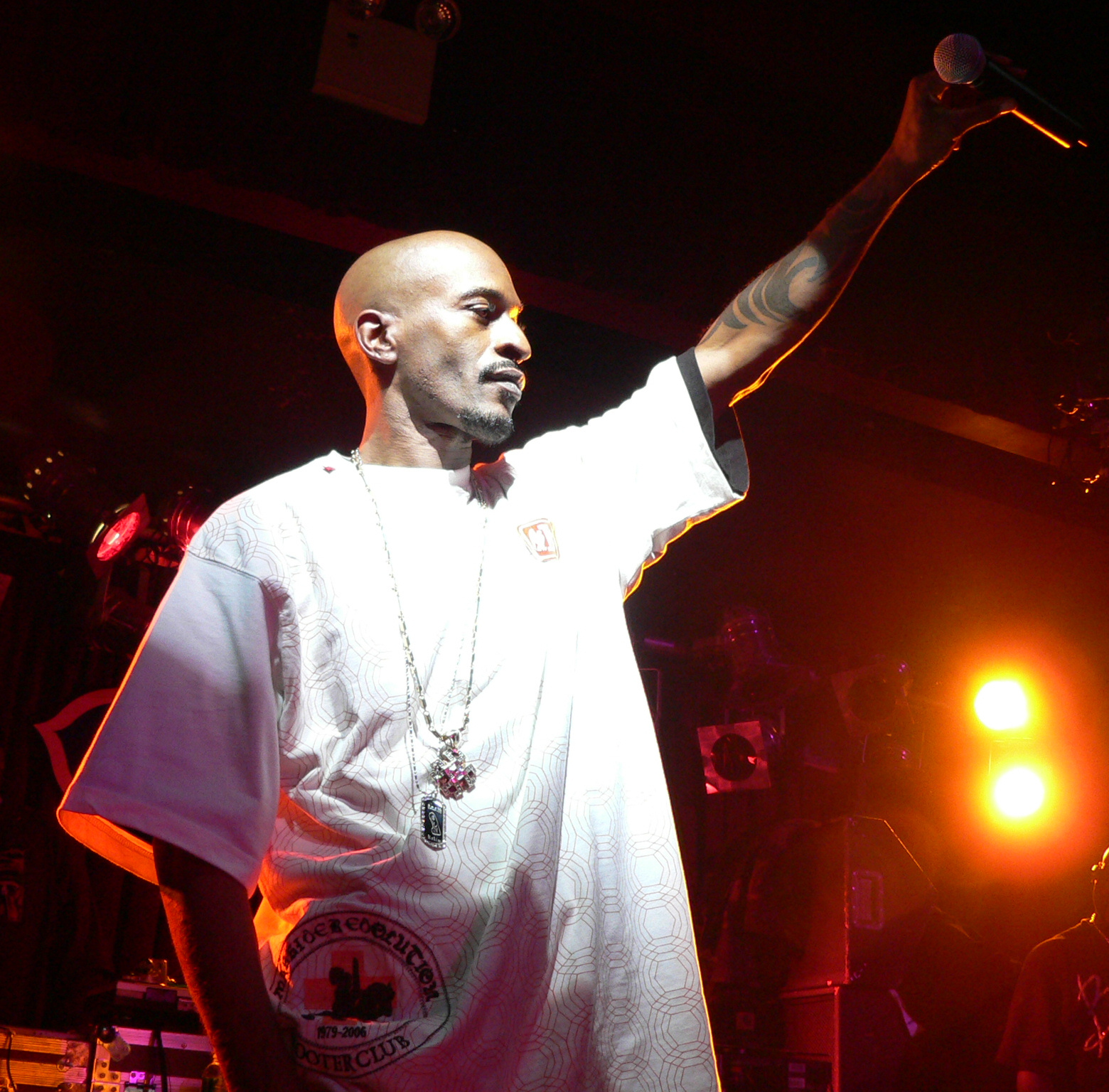
ライブでのRakim（2006年）

活動開始から4枚のアルバムを発表した後、1992年、エリックB＆ラキムは、袂を分かつことになった。その原因は、印税に加え、レコードレーベルやエリックBとの契約、などが拗れてしまったことにある。それから4年間、ラキムはアルバムを発表することはなかった。
1997年、アルバム「ザ・エイティーンス・レター」を引さげて復活を果たした。その中で、DJプレミアやピート・ロックとの競演を果たしている。このアルバムには2種類の版が存在し、1つには「ザ・ブック・オブ・ライフ」と名づけられたエリックB＆ラキム時代のベスト版がセットになっている。アルバムは評判を集め50万枚を売り上げた。1999年、アルバム「ザ・マスター」を発表するも、ビルボード誌のアルバム チャートで50位以内に入れず前作ほどの商業的な成功を収めることはできなかった。アルバムの評価自体も、賛否両論だった。
2000年代初め、ラキムはドクター・ドレーのレコードレーベルであるアフターマス・エンターテインメントと契約した。アルバム「オー・マイ・ゴッド」（仮称）の制作に取り組んでいたが、幾度もの音楽的方向性や参加メンバーの変更を経て、発売が遅れていた。ラキムは、このアルバム制作を行いながら、アフターマスが関わった数多くの企画に参加している。例えば、トゥルース・ハーツのヒットシングル「アディクティブ」、ドクター・ドレがプロデュースを行ったジェイZの「ザ・ウォッチャー・パート２」、エミネム主演映画「8 Mile」のサウンドトラックなどである。
しかし2003年、ドクター・ドレーとの音楽性のズレを理由に、ラキムはアフターマスを去り、「オー・マイ・ゴッド」の発売は無期限に延期されることになってしまった。2004年 4月27日、彼は子どもの養育問題で逮捕された。14歳の息子の養育費として2000ドルを支払うことに同意し、翌日彼は釈放された。しかしこの結果、当日の夜に予定されていたローズランド・ボールルームでのウータン・クランのパフォーマンスへの参加は中止された。2004年、ラキムは新しいアルバムの制作に取り組んでいると語ったが、2006年現在、そのアルバムは発表されていない。
最近では、「ゲッテング・アップ・アンセム・パート1」での競演を契機として、タリブ・クウェリのレーベルと契約するのではないかという噂が流れている。あらゆる噂は実現に至っていないが、ラキムは配給を受けるレーベルを検討中であることを明言している。ラキムの最新アルバムの名前は、「ザ・セブンス・シール」と言われている。但し、これもどのレコード会社との契約で発売されるのか、未だ正式な発表はされていない。

## ディスコグラフィ

### アルバム(Eric B. & Rakim名義)
- Paid In Full (1987)
- Follow The Leader (1988)
- Let The Rhythm Hit Em (1990)
- Don't Sweat The Technique (1992)
- Paid In Full -Deluxe Edition- (2003)

### ソロ・アルバム
- The 18th Letter (1997)
- The Master (1999)
- The Archive: Live, Lost & Found (2008)
- The Seventh Seal (2009)